# Велоспорт на літніх Олімпійських іграх 2024 — командна гонка переслідування (чоловіки)
Змагання з велоспорту на треку в командній гонці переслідування серед чоловіків на літніх Олімпійських іграх 2024 тривали з 5 по 7 серпня на Національному велодромі.

## Розклад
Вказано центральноєвропейський час (UTC+2)
| Дата     | Час   | Раунд        |
| -------- | ----- | ------------ |
| 5 серпня | 17:27 | Кваліфікація |
| 6 серпня | 19:14 | Перший раунд |
| 7 серпня | 18:04 | Фінали       |

## Результати

### Кваліфікація
| Місце | Країна                                                                          | Час      | Нотатки |
| ----- | ------------------------------------------------------------------------------- | -------- | ------- |
| 1     | Австралія (AUS) Олівер Бледдін Сем Велсфорд Конор Лігі Келланд О'Браєн          | 3:42.958 | Q       |
| 2     | Велика Британія (GBR) Етан Гейтер Олівер Вуд Денієл Біґем Етан Вернон           | 3:43.241 | Q       |
| 3     | Данія (DEN) Тобіас Гансен Ніклас Ларсен Карл-Фредерік Беворт Расмус Педерсен    | 3:43.690 | Q       |
| 4     | Італія (ITA) Сімоне Консонні Філіппо Ганна Франческо Ламон Джонатан Мілан       | 3:44.351 | Q       |
| 5     | Франція (FRA) Тома Буда Бенжамен Тома Томас Деніс Валентен Табейон              | 3:45.514 | q       |
| 6     | Нова Зеландія (NZL) Аарон Гейт Кіґан Горнблоу Том Секстон Кемпбелл Стюарт       | 3:45.616 | q       |
| 7     | Бельгія (BEL) Ліндсей Де Вілдер Фабіо ван ден Боссхе Тюр Денс Ноа Ванденбранден | 3:47.232 | q       |
| 8     | Канада (CAN) Ділан Бібік Матіас Ґійометт Майкл Фоулі Карсон Маттерн             | 3:48.964 | q       |
| 9     | Німеччина (GER) Роґер Клюґе Тім Торн Тойтенберґ Тобіас Бук-Ґрамко Тео Рейнхардт | 3:50.083 |         |
| 10    | Японія (JPN) Шюнсуке Імамура Кубоку Казушіґе Ейя Хашімото Шінджі Накано         | 3:53.489 |         |

### Перший раунд
| Заїзд | Місце | Країна                                                                          | Час      | Нотатки |
| ----- | ----- | ------------------------------------------------------------------------------- | -------- | ------- |
| 1     | 1     | Нова Зеландія (NZL) Аарон Гейт Кіґан Горнблоу Том Секстон Кемпбелл Стюарт       | 3:43.776 |         |
| 1     | 2     | Бельгія (BEL) Ліндсей Де Вілдер Фабіо ван ден Боссхе Тюр Денс Ноа Ванденбранден | 3:45.685 |         |
| 2     | 1     | Франція (FRA) Тома Буда Бенжамен Тома Томас Деніс Валантен Табейон              | 3:45.531 |         |
| 2     | 2     | Канада (CAN) Ділан Бібік Матіас Ґійометт Майкл Фоулі Карсон Маттерн             | 3:49.245 |         |
| 3     | 1     | Велика Британія (GBR) Етан Гейтер Олівер Вуд Чарлі Тенфілд Етан Вернон          | 3:42.151 | QG      |
| 3     | 2     | Данія (DEN) Тобіас Гансен Ніклас Ларсен Карл-Фредерік Беворт Расмус Педерсен    | 3:42.803 | QB      |
| 4     | 1     | Австралія (AUS) Олівер Бледдін Сем Велсфорд Конор Лігі Келланд О'Браєн          | 3:40.730 | QG, WR  |
| 4     | 2     | Італія (ITA) Сімоне Консонні Філіппо Ганна Франческо Ламон Джонатан Мілан       | 3:43.205 | QB      |

### Фінальна частина
| Місце                    | Країна                                                                          | Час      | Нотатки |
| ------------------------ | ------------------------------------------------------------------------------- | -------- | ------- |
| Фінал за золоту медаль   |                                                                                 |          |         |
| 1                        | Австралія (AUS) Олівер Бледдін Сем Велсфорд Конор Лігі Келланд О'Браєн          | 3:42.067 |         |
| 2                        | Велика Британія (GBR) Етан Гейтер Денієл Біґем Чарлі Тенфілд Етан Вернон        | 3:44.394 |         |
| Фінал за бронзову медаль |                                                                                 |          |         |
| 3                        | Італія (ITA) Сімоне Консонні Філіппо Ганна Франческо Ламон Джонатан Мілан       | 3:44.197 |         |
| 4                        | Данія (DEN) Тобіас Гансен Ніклас Ларсен Карл-Фредерік Беворт Расмус Педерсен    | 3:46.138 |         |
| Фінал за 5-те місце      |                                                                                 |          |         |
| 5                        | Нова Зеландія (NZL) Аарон Гейт Кіґан Горнблоу Том Секстон Кемпбелл Стюарт       | 3:44.741 |         |
| 6                        | Франція (FRA) Тома Буда Бенжамен Тома Томас Деніс Валантен Табейон              | 3:47.697 |         |
| Фінал за 7-ме місце      |                                                                                 |          |         |
| 7                        | Канада (CAN) Ділан Бібік Матіас Ґійометт Майкл Фоулі Карсон Маттерн             | 3:54.517 |         |
|                          | Бельгія (BEL) Ліндсей Де Вілдер Фабіо ван ден Боссхе Тюр Денс Ноа Ванденбранден | DNF      |         |